# Uptona pallida
Uptona pallida là một loài bọ cánh cứng trong họ Tenebrionidae. Loài này được G. S. Medvedev & J. F. Lawrence miêu tả khoa học năm 1986.